# 明日に架ける橋 〜尾張七宝職人〜
『明日に架ける橋 ～尾張七宝職人～』（あすにかけるはしおわりしっぽうしょくにん）は、2021年3月3日から3月24日まで東海テレビで毎週水曜21:54 - 22:00（日本標準時）に放送されていた教養番組である。

## 概要
SKE48の熊崎晴香が尾張七宝焼きについて、リポート学ぶ教養番組・ミニ番組となっている。。　

## 出演者
- 熊崎晴香（SKE48）

## 放送時間
- 水曜 21時54分 - 22時00分